# Guido van Gheluwe
Guido Richard van Gheluwe (Kortrijk, 3 april 1926 - Kortrijk, 1 oktober 2014) was een Belgische advocaat en oprichter van de Orde van den Prince. Hij stichtte de Orde van den Prince op 2 november 1955, en was president van 1955 tot 1964. Sinds juli 1965 droeg hij de eretitel van 'President Oprichter van de Orde van den Prince'.

## Opleiding
Guido Van Gheluwe volbracht zijn middelbare studies aan het Sint-Amandscollege in Kortrijk. Vanaf 1946 studeerde hij aan de Rijksuniversiteit Gent en promoveerde in 1951 tot doctor in de rechten. In zijn studententijd was hij lid van het Katholiek Vlaams Hoogstudentenverbond.

## Carrière
Hij werd advocaat aan de balie van Kortrijk in 1951 en werkte als advocaat tot 1966. Van 1952 tot 1955 was hij de privé-secretaris van de minister van Belgisch-Congo, André Dequae.
Van 2 november 1966 tot 24 september 1971 was hij secretaris-generaal van de non-profitorganisatie Economische Raad voor Vlaanderen (ERV). Van 25 september 1971 tot en met 26 september 1985 was hij secretaris-generaal van de Gewestelijke Economische Raad voor Vlaanderen (GERV). Van 27 september 1985 tot en met 30 april 1986 was hij secretaris-generaal van de Sociaal-Economische Raad van Vlaanderen.
Hij was verbonden aan het Hoger Instituut voor Bestuurswetenschappen in Antwerpen, waar hij doceerde van 1 oktober 1978 tot en met 30 april 1986.